# Джонс, Стивен (гребец)
Стивен Джонс (англ. Stephen Jones; род. 29 апреля 1993, Веллингтон) — новозеландский гребец, выступающий за сборную Новой Зеландии по академической гребле с 2011 года. Двукратный чемпион мира среди молодёжи, призёр этапов Кубка мира, участник летних Олимпийских игр в Рио-де-Жанейро.

## Биография
Стивен Джонс родился 29 апреля 1993 года в Веллингтоне, Новая Зеландия.
Заниматься академической греблей начал в 2006 году, проходил подготовку в Окленде в местных клубах West End Rowing Club и Auckland Rowing Club. Одновременно со спортивной карьерой учился в оклендском Колледже Святого Петра.
Впервые заявил о себе в гребле на международной арене в сезоне 2011 года, выступив в парных четвёрках на юниорском мировом первенстве в Итоне.
В 2013 году в восьмёрках одержал победу на молодёжном чемпионате мира в Линце и, попав в основной состав новозеландской национальной сборной, дебютировал в Кубке мира, в частности стал четвёртым на этапе в Сиднее.
В 2014 году в восьмёрках выиграл бронзовую медаль на этапе Кубка мира в Сиднее, был лучшим на молодёжном мировом первенстве в Варезе.
В 2015 году в той же дисциплине взял бронзу на этапе Кубка мира в Люцерне, в то время как на взрослом чемпионате мира в Эгбелете оказался четвёртым.
Благодаря череде удачных выступлений удостоился права защищать честь страны на летних Олимпийских играх 2016 года в Рио-де-Жанейро. В программе восьмёрок сумел выйти в главный финал А и в решающем заезде пришёл к финишу шестым.
После Олимпиады в Рио Джонс остался в составе гребной команды Новой Зеландии на ещё один олимпийский цикл и продолжил принимать участие в крупнейших международных регатах. Так, в 2017 году в восьмёрках он получил серебряную награду на этапе Кубка мира в Познани, стартовал на чемпионате мира в Сарасоте, показав на финише шестой результат.
В 2018 году на мировом первенстве в Пловдиве в восьмёрках сумел квалифицироваться лишь в утешительный финал В и расположился в итоговом протоколе соревнований на девятой строке.
В 2019 году выиграл бронзовую медаль на этапе Кубка мира в Роттердаме, кроме того, занял шестое место на чемпионате мира в Линце.